# Nomia quadrituberculata
Nomia quadrituberculata är en biart som först beskrevs av Cameron 1905.  Nomia quadrituberculata ingår i släktet Nomia och familjen vägbin. Inga underarter finns listade i Catalogue of Life.